# Quarto de Despejo: Carolina Maria de Jesus cantando suas composições
Quarto de Despejo: Carolina Maria de Jesus cantando suas composições é o único álbum musical gravado pela escritora Carolina Maria de Jesus em 1961. O álbum foi gravado pela RCA Victor, contendo 12 composições escritas e cantadas por Carolina. O título do disco faz referência ao sucesso de seu livro Quarto de despejo: Diário de uma Favelada, escrito por Carolina e publicado em1960.

## Faixas

### Disco

#### Lado A
1. Rá Ré Ri Ró Rua (Carolina Maria de Jesus)
2. Vedete Da Favela (Carolina Maria de Jesus)
3. Pinguço (Carolina Maria de Jesus)
4. Acende O Fogo (Carolina Maria de Jesus)
5. O Pobre E O Rico (Carolina Maria de Jesus)
6. Simplício (Carolina Maria de Jesus)

#### Lado B
1. O Malandro (Carolina Maria de Jesus)
2. Moamba (Carolina Maria de Jesus)
3. As Granfinas (Carolina Maria de Jesus)
4. Macumba (Carolina Maria de Jesus)
5. Quem Assim Me Ver Cantando (Carolina Maria de Jesus)
6. A Maria Veio (Carolina Maria de Jesus)